# Gran Premio de Alemania de Motociclismo
El Gran Premio de Alemania de Motociclismo es una carrera de motociclismo de velocidad que se corre en Alemania desde el año 1925. Durante la época de las dos Alemanias, existieron dos grandes premios independientes a ambos lados de la cortina de hierro (el Gran Premio de Alemania Occidental y el Gran Premio de Alemania Oriental), los cuales convivieron en el Campeonato Mundial de Motociclismo durante la década de 1960.
Antes de la Segunda Guerra Mundial, la carrera alternó al AVUS, a Nürburgring y al circuito rutero de Sachsenring como sede. El Gran Premio de Alemania retornó en 1951 y se transformó en fecha válida del Mundial de Motociclismo al año siguiente. Tras experimentar los circuitos de Solitude y Schottenring, la sede se estabilizó desde la edición 1965 en los autódromos de Nürburgring y Hockenheimring, más seguros que los circuitos semipermanentes.
En 1958, el motociclismo volvió a Sajonia con el "Gran Premio de Alemania Oriental". La carrera se corrió desde 1958 hasta 1990 en diversos circuitos ruteros, y perteneció al campeonato mundial entre 1961 y 1972. Durante la existencia de esta prueba, la competencia original se denominó "Gran Premio de Alemania Occidental".
Durante principios de la década de 1990, la carrera de motociclismo generaba un caudal de público mucho menor que el del Gran Premio de Alemania de Fórmula 1 y que el Deutsche Tourenwagen Meisterschaft. Para revertir la situación, la carrera de motociclismo se trasladó al recién inaugurado autódromo de Sachsenring, donde se disputa desde entonces. Las cifras de público mejoraron notoriamente, pero ningún piloto alemán ha logrado ganar en la nueva sede.

## Circuitos utilizados

Avus
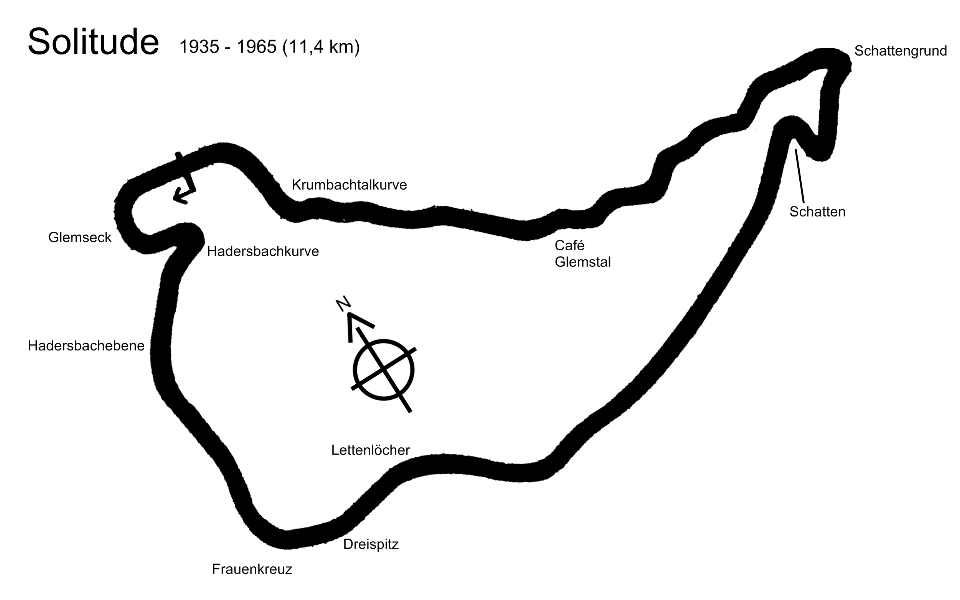
Solitude, se usó de 1935 a 1965
Nürburgring Nordschleife, se utilizo hasta 1980
Nürburgring Grand Prix circuit, 1984–1996
Hockenheimring se utilizo hasta 1994
Sachsenring, usado desde 1998, rediseñado en 2002

## Ganadores del Gran Premio de Alemania de Motociclismo

### Ganadores múltiples (pilotos)
Nota: las ediciones que no formaron parte del Campeonato Mundial de Motociclismo tienen fondo rosa.
| # Victorias | Piloto            | Victorias | Victorias                                            |
| # Victorias | Piloto            | Categoría | Años ganador                                         |
| ----------- | ----------------- | --------- | ---------------------------------------------------- |
| 13          | Giacomo Agostini  | 500 cc    | 1967, 1968, 1969, 1970, 1971, 1972, 1975, 1976       |
| 13          | Giacomo Agostini  | 350 cc    | 1965, 1968, 1969, 1970, 1971                         |
| 12          | Marc Márquez      | MotoGP    | 2013, 2014, 2015, 2016, 2017, 2018, 2019, 2021, 2025 |
| 12          | Marc Márquez      | Moto2     | 2011, 2012                                           |
| 12          | Marc Márquez      | 125cc     | 2010                                                 |
| 8           | Carlo Ubbiali     | 250 cc    | 1956, 1957, 1959                                     |
| 8           | Carlo Ubbiali     | 125cc     | 1953, 1955, 1957, 1958, 1959                         |
| 8           | Ángel Nieto       | 125cc     | 1978, 1979, 1981, 1983, 1984                         |
| 8           | Ángel Nieto       | 50cc      | 1970, 1975, 1976                                     |
| 6           | Valentino Rossi   | MotoGP    | 2002, 2005, 2006, 2009                               |
| 6           | Valentino Rossi   | 250cc     | 1999                                                 |
| 6           | Valentino Rossi   | 125cc     | 1997                                                 |
| 6           | Dani Pedrosa      | MotoGP    | 2007, 2010, 2011, 2012                               |
| 6           | Dani Pedrosa      | 250cc     | 2004, 2005                                           |
| 5           | John Surtees      | 500cc     | 1958, 1959, 1960                                     |
| 5           | John Surtees      | 350cc     | 1958, 1959                                           |
| 5           | Stefan Dörflinger | 80cc      | 1984, 1985                                           |
| 5           | Stefan Dörflinger | 50cc      | 1980, 1981, 1983                                     |
| 4           | Mick Doohan       | 500cc     | 1992, 1994, 1997, 1998                               |

### Por año
Nota: las ediciones que no formaron parte del Campeonato Mundial de Motociclismo tienen fondo rosa.
| Año  | Circuito    | MotoE        | MotoE       | MotoE        | MotoE       | Moto3                           | Moto3                           | Moto2                           | Moto2                           | MotoGP                          | MotoGP                          |
| Año  | Circuito    | Carrera 1    | Carrera 1   | Carrera 2    | Carrera 2   | Moto3                           | Moto3                           | Moto2                           | Moto2                           | MotoGP                          | MotoGP                          |
| Año  | Circuito    | Piloto       | Constructor | Piloto       | Constructor | Piloto                          | Constructor                     | Piloto                          | Constructor                     | Piloto                          | Constructor                     |
| ---- | ----------- | ------------ | ----------- | ------------ | ----------- | ------------------------------- | ------------------------------- | ------------------------------- | ------------------------------- | ------------------------------- | ------------------------------- |
| 2025 | Sachsenring |              |             |              |             | David Muñoz                     | KTM                             | Deniz Öncü                      | Kalex                           | Marc Márquez                    | Ducati                          |
| 2024 | Sachsenring | Héctor Garzó | Ducati      | Héctor Garzó | Ducati      | David Alonso                    | CFMoto                          | Fermín Aldeguer                 | Boscoscuro                      | Francesco Bagnaia               | Ducati                          |
| 2023 | Sachsenring | Jordi Torres | Ducati      | Héctor Garzó | Ducati      | Deniz Öncü                      | KTM                             | Pedro Acosta                    | Kalex                           | Jorge Martín                    | Ducati                          |
| 2022 | Sachsenring |              |             |              |             | Izan Guevara                    | Gas Gas                         | Augusto Fernández               | Kalex                           | Fabio Quartararo                | Yamaha                          |
| 2021 | Sachsenring |              |             |              |             | Pedro Acosta                    | KTM                             | Remy Gardner                    | Kalex                           | Marc Márquez                    | Honda                           |
| 2020 | Sachsenring |              |             |              |             | Edición cancelada - Coronavirus | Edición cancelada - Coronavirus | Edición cancelada - Coronavirus | Edición cancelada - Coronavirus | Edición cancelada - Coronavirus | Edición cancelada - Coronavirus |
| 2019 | Sachsenring | Niki Tuuli   | Energica    |              |             | Lorenzo Dalla Porta             | Honda                           | Álex Márquez                    | Kalex                           | Marc Márquez                    | Honda                           |

| Año  | Circuito               | Moto3              | Moto3       | Moto2               | Moto2       | MotoGP             | MotoGP      |
| Año  | Circuito               | Piloto             | Constructor | Piloto              | Constructor | Piloto             | Constructor |
| ---- | ---------------------- | ------------------ | ----------- | ------------------- | ----------- | ------------------ | ----------- |
| 2018 | Sachsenring            | Jorge Martín       | Honda       | Brad Binder         | KTM         | Marc Márquez       | Honda       |
| 2017 | Sachsenring            | Joan Mir           | Honda       | Franco Morbidelli   | Kalex       | Marc Márquez       | Honda       |
| 2016 | Sachsenring            | Khairul Idham Pawi | Honda       | Johann Zarco        | Kalex       | Marc Márquez       | Honda       |
| 2015 | Sachsenring            | Danny Kent         | Honda       | Xavier Siméon       | Kalex       | Marc Márquez       | Honda       |
| 2014 | Sachsenring            | Jack Miller        | KTM         | Dominique Aegerter  | Suter       | Marc Márquez       | Honda       |
| 2013 | Sachsenring            | Álex Rins          | KTM         | Jordi Torres        | Suter       | Marc Márquez       | Honda       |
| 2012 | Sachsenring            | Sandro Cortese     | KTM         | Marc Márquez        | Suter       | Dani Pedrosa       | Honda       |
| Año  | Circuito               | 125cc              | 125cc       | Moto2               | Moto2       | MotoGP             | MotoGP      |
| Año  | Circuito               | Piloto             | Constructor | Piloto              | Constructor | Piloto             | Constructor |
| 2011 | Sachsenring            | Héctor Faubel      | Aprilia     | Marc Márquez        | Suter       | Dani Pedrosa       | Honda       |
| 2010 | Sachsenring            | Marc Márquez       | Derbi       | Toni Elías          | Moriwaki    | Dani Pedrosa       | Honda       |
| Año  | Circuito               | 125cc              | 125cc       | 250cc               | 250cc       | MotoGP             | MotoGP      |
| Año  | Circuito               | Piloto             | Constructor | Piloto              | Constructor | Piloto             | Constructor |
| 2009 | Sachsenring            | Julián Simón       | Aprilia     | Marco Simoncelli    | Gilera      | Valentino Rossi    | Yamaha      |
| 2008 | Sachsenring            | Mike Di Meglio     | Aprilia     | Marco Simoncelli    | Gilera      | Casey Stoner       | Ducati      |
| 2007 | Sachsenring            | Gábor Talmácsi     | Aprilia     | Hiroshi Aoyama      | KTM         | Dani Pedrosa       | Honda       |
| 2006 | Sachsenring            | Mattia Pasini      | Aprilia     | Yuki Takahashi      | Honda       | Valentino Rossi    | Yamaha      |
| 2005 | Sachsenring            | Mika Kallio        | KTM         | Dani Pedrosa        | Honda       | Valentino Rossi    | Yamaha      |
| 2004 | Sachsenring            | Roberto Locatelli  | Aprilia     | Dani Pedrosa        | Honda       | Max Biaggi         | Honda       |
| 2003 | Sachsenring            | Stefano Perugini   | Aprilia     | Roberto Rolfo       | Honda       | Sete Gibernau      | Honda       |
| 2002 | Sachsenring            | Arnaud Vincent     | Aprilia     | Marco Melandri      | Aprilia     | Valentino Rossi    | Honda       |
| Año  | Circuito               | 125cc              | 125cc       | 250cc               | 250cc       | 500cc              | 500cc       |
| Año  | Circuito               | Piloto             | Constructor | Piloto              | Constructor | Piloto             | Constructor |
| 2001 | Sachsenring            | Simone Sanna       | Aprilia     | Marco Melandri      | Aprilia     | Max Biaggi         | Yamaha      |
| 2000 | Sachsenring            | Youichi Ui         | Derbi       | Olivier Jacque      | Yamaha      | Alex Barros        | Honda       |
| 1999 | Sachsenring            | Marco Melandri     | Honda       | Valentino Rossi     | Aprilia     | Kenny Roberts, Jr. | Suzuki      |
| 1998 | Sachsenring            | Tomomi Manako      | Honda       | Tetsuya Harada      | Aprilia     | Michael Doohan     | Honda       |
| 1997 | Nürburgring            | Valentino Rossi    | Aprilia     | Tetsuya Harada      | Aprilia     | Michael Doohan     | Honda       |
| 1996 | Nürburgring            | Masaki Tokudome    | Aprilia     | Ralf Waldmann       | Honda       | Luca Cadalora      | Honda       |
| 1995 | Nürburgring            | Haruchika Aoki     | Honda       | Max Biaggi          | Aprilia     | Daryl Beattie      | Suzuki      |
| 1994 | Hockenheim             | Dirk Raudies       | Honda       | Loris Capirossi     | Honda       | Michael Doohan     | Honda       |
| 1993 | Hockenheim             | Dirk Raudies       | Honda       | Doriano Romboni     | Honda       | Daryl Beattie      | Honda       |
| 1992 | Hockenheim             | Bruno Casanova     | Aprilia     | Pierfrancesco Chili | Aprilia     | Michael Doohan     | Honda       |
| 1991 | Hockenheim             | Ralf Waldmann      | Honda       | Helmut Bradl        | Honda       | Kevin Schwantz     | Suzuki      |
| 1990 | Nürburgring GP-Strecke | Doriano Romboni    | Honda       | Wilco Zeelenberg    | Honda       | Kevin Schwantz     | Suzuki      |

| Año  | Circuito                 | 80 cc                | 125 cc             | 250 cc              | 350 cc            | 500 cc            |
| ---- | ------------------------ | -------------------- | ------------------ | ------------------- | ----------------- | ----------------- |
| 1989 | Hockenheim               | Peter Öttl           | Àlex Crivillé      | Sito Pons           |                   | Wayne Rainey      |
| 1988 | Nürburgring GP-Strecke   | Jorge Martínez Aspar | Ezio Gianola       | Luca Cadalora       |                   | Kevin Schwantz    |
| 1987 | Hockenheim               | Gerhard Waibel       | Fausto Gresini     | Anton Mang          |                   | Eddie Lawson      |
| 1986 | Nürburgring GP-Strecke   | Manuel Herreros      | Luca Cadalora      | Carlos Lavado       |                   | Eddie Lawson      |
| 1985 | Hockenheim               | Stefan Dörflinger    | August Auinger     | Martin Wimmer       |                   | Christian Sarron  |
| 1984 | Nürburgring GP-Strecke   | Stefan Dörflinger    | Ángel Nieto        | Christian Sarron    |                   | Freddie Spencer   |
| Año  | Circuito                 | 50 cc                | 125 cc             | 250 cc              | 350 cc            | 500 cc            |
| 1983 | Hockenheim               | Stefan Dörflinger    | Ángel Nieto        | Carlos Lavado       |                   | Kenny Roberts     |
| 1982 | Hockenheim               | Eugenio Lazzarini    |                    | Anton Mang          | Manfred Herweh    | Randy Mamola      |
| 1981 | Hockenheim               | Stefan Dörflinger    | Ángel Nieto        | Anton Mang          | Anton Mang        | Kenny Roberts     |
| 1980 | Nürburgring Nordschleife | Stefan Dörflinger    | Guy Bertin         | Kork Ballington     | Jon Ekerold       | Marco Lucchinelli |
| 1979 | Hockenheim               | Gerhard Waibel       | Ángel Nieto        | Kork Ballington     | Jon Ekerold       | Wil Hartog        |
| 1978 | Nürburgring Nordschleife | Ricardo Tormo        | Ángel Nieto        | Kork Ballington     | Takazumi Katayama | Virginio Ferrari  |
| 1977 | Hockenheim               | Herbert Rittberger   | Pier Paolo Bianchi | Christian Sarron    | Takazumi Katayama | Barry Sheene      |
| 1976 | Nürburgring Nordschleife | Ángel Nieto          | Anton Mang         | Walter Villa        | Walter Villa      | Giacomo Agostini  |
| 1975 | Hockenheim               | Ángel Nieto          | Paolo Pileri       | Walter Villa        | Johnny Cecotto    | Giacomo Agostini  |
| 1974 | Nürburgring Nordschleife | Ingo Emmerich        | Fritz Reitmaier    | Helmut Kassner      | Helmut Kassner    | Edmund Czihak     |
| 1973 | Hockenheim               | Theo Timmer          | Kent Andersson     | Jarno Saarinen      | Teuvo Länsivuori  | Phil Read         |
| 1972 | Nürburgring Nordschleife | Jan de Vries         | Gilberto Parlotti  | Hideo Kanaya        | Jarno Saarinen    | Giacomo Agostini  |
| 1971 | Hockenheim               | Jan de Vries         | Dave Simmonds      | Phil Read           | Giacomo Agostini  | Giacomo Agostini  |
| 1970 | Nürburgring Nordschleife | Ángel Nieto          | John Dodds         | Kel Carruthers      | Giacomo Agostini  | Giacomo Agostini  |
| 1969 | Hockenheim               | Aalt Toersen         | Dave Simmonds      | Kent Andersson      | Giacomo Agostini  | Giacomo Agostini  |
| 1968 | Nürburgring Südschleife  | Hans-Georg Anscheidt | Phil Read          | Bill Ivy            | Giacomo Agostini  | Giacomo Agostini  |
| 1967 | Hockenheim               | Hans-Georg Anscheidt | Yoshimi Katayama   | Ralph Bryans        | Mike Hailwood     | Giacomo Agostini  |
| 1966 | Hockenheim               | Hans-Georg Anscheidt | Luigi Taveri       | Mike Hailwood       | Mike Hailwood     | Jim Redman        |
| 1965 | Nürburgring Südschleife  | Ralph Bryans         | Hugh Anderson      | Phil Read           | Giacomo Agostini  | Mike Hailwood     |
| 1964 | Solitude                 | Ralph Bryans         | Jim Redman         | Phil Read           | Jim Redman        | Mike Hailwood     |
| 1963 | Hockenheim               | Hugh Anderson        | Ernst Degner       | Tarquinio Provini   | Jim Redman        |                   |
| 1962 | Solitude                 | Ernst Degner         | Luigi Taveri       | Jim Redman          |                   |                   |
| 1961 | Hockenheim               | Miro Zelnik          | Ernst Degner       | Kunimitsu Takahashi | František Šťastný | Gary Hocking      |
| 1960 | Solitude                 |                      |                    | Gary Hocking        |                   | John Surtees      |
| 1959 | Hockenheim               |                      | Carlo Ubbiali      | Carlo Ubbiali       | John Surtees      | John Surtees      |
| 1958 | Nürburgring Nordschleife |                      | Carlo Ubbiali      | Tarquinio Provini   | John Surtees      | John Surtees      |
| 1957 | Hockenheim               |                      | Carlo Ubbiali      | Carlo Ubbiali       | Libero Liberati   | Libero Liberati   |
| 1956 | Solitude                 |                      | Romolo Ferri       | Carlo Ubbiali       | Bill Lomas        | Reg Armstrong     |
| 1955 | Nürburgring Nordschleife |                      | Carlo Ubbiali      | Hermann Müller      | Bill Lomas        | Geoff Duke        |
| 1954 | Solitude                 |                      | Rupert Hollaus     | Werner Haas         | Ray Amm           | Geoff Duke        |
| 1953 | Schottenring             |                      | Carlo Ubbiali      | Werner Haas         | Carlo Bandirola   | Walter Zeller     |
| 1952 | Solitude                 |                      | Werner Haas        | Rudi Felgenheier    | Reg Armstrong     | Reg Armstrong     |
| 1951 | Solitude                 |                      | Hermann Müller     | Enrico Lorenzetti   | Geoff Duke        | Geoff Duke        |

| Año  | Circuito                           | 175 cc           | 250 cc             | 350 cc             | 500 cc             |
| ---- | ---------------------------------- | ---------------- | ------------------ | ------------------ | ------------------ |
| 1939 | Sachsenring                        |                  | Nello Pagani       | Walter Hamelehle   | Dorino Serafini    |
| 1938 | Sachsenring                        |                  | Ewald Kluge        | John White         | Georg Meier        |
| 1937 | Sachsenring                        |                  | Ewald Kluge        | Harold Daniell     | Karl Gall          |
| 1936 | Sachsenring (Hohenstein-Ernstthal) |                  | H. G. Tyrell Smith | Freddie Frith      | Jimmie Guthrie     |
| 1935 | Sachsenring (Hohenstein-Ernstthal) |                  | Walfried Winkler   | Walter Rusk        | Jimmie Guthrie     |
| 1934 | Sachsenring (Hohenstein-Ernstthal) |                  | H. G. Tyrell Smith | Jimmie Simpson     | Otto Ley           |
| 1933 | AVUS                               |                  | Charlie Dodson     | Ernst Loof         | Josef Stelzer      |
| 1932 |                                    |                  |                    |                    |                    |
| 1931 | Nürburgring Nordschleife           |                  | Elvetio Toricelli  | H. G. Tyrell Smith | Stanley Woods      |
| 1930 | Nürburgring Nordschleife           |                  | Les Crabtree       | Jimmie Guthrie     | Graham Walker      |
| 1929 | Nürburgring Nordschleife           | Arthur Geiß      | Syd Crabtree       | Wal Handley        | H. G. Tyrell Smith |
| 1928 | Nürburgring Nordschleife           | Arthur Geiß      | Syd Crabtree       | Pietro Ghersi      | Charlie Dodson     |
| 1927 | Nürburgring Nordschleife           | Willy Henkelmann | Cecil Ashby        | Jimmie Simpson     | Graham Walker      |
| 1926 | AVUS                               | Kurt Friedrich   | Jock Porter        | Jimmie Simpson     | Josef Stelzer      |
| 1925 | AVUS                               | Willy Zick       | Cecil Ashby        | Miro Maffeis       | Paul Köppen        |

## Ganadores del Gran Premio de Alemania Oriental

### Ganadores múltiples (pilotos)
Nota: las ediciones que no formaron parte del Campeonato Mundial de Motociclismo tienen fondo rosa.
| # Victorias | Piloto           | Victorias | Victorias                          |
| # Victorias | Piloto           | Categoría | Años ganador                       |
| ----------- | ---------------- | --------- | ---------------------------------- |
| 11          | Giacomo Agostini | 500 cc    | 1967, 1968, 1969, 1970, 1971, 1972 |
| 11          | Giacomo Agostini | 350 cc    | 1966, 1968, 1969, 1970, 1971       |
| 9           | Mike Hailwood    | 500 cc    | 1962, 1963, 1964, 1965             |
| 9           | Mike Hailwood    | 350 cc    | 1963, 1967                         |
| 9           | Mike Hailwood    | 250cc     | 1961, 1963, 1966                   |
| 6           | Jim Redman       | 350 cc    | 1960, 1962, 1964, 1965             |
| 6           | Jim Redman       | 250 cc    | 1962, 1965                         |
| 4           | Gary Hocking     | 500 cc    | 1959, 1961                         |
| 4           | Gary Hocking     | 350 cc    | 1961                               |
| 4           | Gary Hocking     | 250 cc    | 1959                               |
| 4           | Phil Read        | 350 cc    | 1972                               |
| 4           | Phil Read        | 250 cc    | 1964, 1967                         |
| 4           | Phil Read        | 125 cc    | 1968                               |
| 4           | Ángel Nieto      | 125 cc    | 1970, 1971                         |
| 4           | Ángel Nieto      | 50 cc     | 1969, 1971                         |
| 3           | John Hempleman   | 500 cc    | 1960                               |
| 3           | John Hempleman   | 350 cc    | 1959                               |
| 3           | John Hempleman   | 250 cc    | 1960                               |
| 3           | Ernst Degner     | 125 cc    | 1958, 1960, 1961                   |
| 3           | Luigi Taveri     | 350 cc    | 1958                               |
| 3           | Luigi Taveri     | 125 cc    | 1962, 1966                         |

### Ganadores múltiples (Constructores)
| # Victorias | Constructor | Victorias | Victorias                                                        |
| # Victorias | Constructor | Categoría | Años Ganador                                                     |
| ----------- | ----------- | --------- | ---------------------------------------------------------------- |
| 19          | MV Agusta   | 500 cc    | 1961, 1962, 1963, 1964, 1965, 1967, 1968, 1969, 1970, 1971, 1972 |
| 19          | MV Agusta   | 350 cc    | 1961, 1963, 1966, 1968, 1969, 1970, 1971, 1972                   |
| 10          | Honda       | 350 cc    | 1962, 1964, 1965, 1967                                           |
| 10          | Honda       | 250 cc    | 1961, 1962, 1965, 1966                                           |
| 10          | Honda       | 125 cc    | 1962, 1966                                                       |
| 9           | MZ          | 500 cc    | 1959                                                             |
| 9           | MZ          | 250 cc    | 1958, 1959, 1960, 1963                                           |
| 9           | MZ          | 125 cc    | 1958, 1959, 1960, 1961                                           |
| 7           | Yamaha      | 250 cc    | 1964, 1967, 1968, 1970, 1972                                     |
| 7           | Yamaha      | 125 cc    | 1967, 1968                                                       |
| 4           | Norton      | 500 cc    | 1960                                                             |
| 4           | Norton      | 350 cc    | 1958, 1959, 1960                                                 |
| 4           | Suzuki      | 250 cc    | 1971                                                             |
| 4           | Suzuki      | 125 cc    | 1963, 1964, 1965                                                 |
| 4           | Derbi       | 125 cc    | 1970, 1971                                                       |
| 4           | Derbi       | 50 cc     | 1969, 1971                                                       |
| 2           | Jamathi     | 50 cc     | 1970, 1972                                                       |
| 1           | BMW         | 500 cc    | 1958                                                             |
| 1           | Kreidler    | 50 cc     | 1962                                                             |
| 1           | Jawa        | 500 cc    | 1966                                                             |
| 1           | Kawasaki    | 125 cc    | 1969                                                             |
| 1           | Maico       | 125 cc    | 1972                                                             |

### Por año
Nota: las ediciones que no formaron parte del Campeonato Mundial de Motociclismo tienen fondo rosa.
| Año  | Circuito    | 50cc         | 50cc        | 125cc         | 125cc       | 250cc          | 250cc       | 350cc            | 350cc       | 500cc             | 500cc       |
| Año  | Circuito    | Piloto       | Constructor | Piloto        | Constructor | Piloto         | Constructor | Piloto           | Constructor | Piloto            | Constructor |
| ---- | ----------- | ------------ | ----------- | ------------- | ----------- | -------------- | ----------- | ---------------- | ----------- | ----------------- | ----------- |
| 1972 | Sachsenring | Theo Timmer  | Jamathi     | Börje Jansson | Maico       | Jarno Saarinen | Yamaha      | Phil Read        | MV Agusta   | Giacomo Agostini  | MV Agusta   |
| 1971 | Sachsenring | Ángel Nieto  | Derbi       | Ángel Nieto   | Derbi       | Dieter Braun   | Suzuki      | Giacomo Agostini | MV Agusta   | Giacomo Agostini  | MV Agusta   |
| 1970 | Sachsenring | Aalt Toersen | Jamathi     | Ángel Nieto   | Derbi       | Rod Gould      | Yamaha      | Giacomo Agostini | MV Agusta   | Giacomo Agostini  | MV Agusta   |
| 1969 | Sachsenring | Ángel Nieto  | Derbi       | Dave Simmonds | Kawasaki    | Renzo Pasolini | Benelli     | Giacomo Agostini | MV Agusta   | Giacomo Agostini  | MV Agusta   |
| 1968 | Sachsenring |              |             | Phil Read     | Yamaha      | Bill Ivy       | Yamaha      | Giacomo Agostini | MV Agusta   | Giacomo Agostini  | MV Agusta   |
| 1967 | Sachsenring |              |             | Bill Ivy      | Yamaha      | Phil Read      | Yamaha      | Mike Hailwood    | Honda       | Giacomo Agostini  | MV Agusta   |
| 1966 | Sachsenring |              |             | Luigi Taveri  | Honda       | Mike Hailwood  | Honda       | Giacomo Agostini | MV Agusta   | František Šťastný | Jawa        |
| 1965 | Sachsenring |              |             | Frank Perris  | Suzuki      | Jim Redman     | Honda       | Jim Redman       | Honda       | Mike Hailwood     | MV Agusta   |
| 1964 | Sachsenring |              |             | Hugh Anderson | Suzuki      | Phil Read      | Yamaha      | Jim Redman       | Honda       | Mike Hailwood     | MV Agusta   |
| 1963 | Sachsenring |              |             | Hugh Anderson | Suzuki      | Mike Hailwood  | MZ          | Mike Hailwood    | MV Agusta   | Mike Hailwood     | MV Agusta   |
| 1962 | Sachsenring | Jan Huberts  | Kreidler    | Luigi Taveri  | Honda       | Jim Redman     | Honda       | Jim Redman       | Honda       | Mike Hailwood     | MV Agusta   |
| 1961 | Sachsenring |              |             | Ernst Degner  | MZ          | Mike Hailwood  | Honda       | Gary Hocking     | MV Agusta   | Gary Hocking      | MV Agusta   |
| 1960 | Sachsenring |              |             | Ernst Degner  | MZ          | John Hempleman | MZ          | Jim Redman       | Norton      | John Hempleman    | Norton      |
| 1959 | Sachsenring |              |             | Werner Musiol | MZ          | Gary Hocking   | MZ          | John Hempleman   | Norton      | Gary Hocking      | MZ          |
| 1958 | Sachsenring |              |             | Ernst Degner  | MZ          | Horst Fügner   | MZ          | Luigi Taveri     | Norton      | Dickie Dale       | BMW         |